# Tom Palumbo
Tom Palumbo (1921–2008) était un photographe américain et metteur en scène de théâtre. Il est né à Molfetta, en Italie, en 1921. Sa famille a déménagé alors qu'il avait douze ans, pour New York. Palumbo travaille à créer des maquettes de bâtiments ou de navires. Il devient ensuite assistant photographe pour James Abbe, puis il travaille dans la photographie de mode. Il mène une campagne pour la marque Peck & Peck et réalise des clichés pour les magazines Vogue et Bazaar de 1949 à 1953.
Palumbo rejoint par la suite l'équipe du magazine Vogue de 1959 jusqu'à 1962 puis celle de Harper's Bazaar de 1953 jusqu'à 1959. Il y travaille avec les directeurs artistiques Alexander Liberman et Alexey Brodovitch. Il devient vice-président du département des créations de Ted Bates. Il est également membre d'Actors Studio.
Tom Palumbo s'est marié avec Patricia Bosworth. Il est mort en octobre 2008.